# ألويس ريجل
ألويس ريجل (بالألمانية: Alois Riegl؛ 1858-1905) مؤرخ فني نمساوي، وعضو في مدرسة فيينا لتاريخ الفن. كان واحدًا من الشخصيّات الرئيسيّة في تأسيس تاريخ الفن باعتباره تخصص أكاديمي مكتفيًا ذاتيًا. كما كان واحدًا من أكثر الممارسين تأثيرًا في المدرسة الشكليّة.

## السيرة المهنية
درس ريجل في جامعة فيينا، حيث حضر دروسًا في الفلسفة والتاريخ قام بتدريسها فرانز برنتانو وألكسيوس مينونج، وماكس بودينجر، وروبرت زيمرمان. وقد درس الترقصات مع موريتز تاوسينج على الطراز الموريلي. كانت أطروحته عبارة عن دراسة لحجرة جاكوبسك في ريغنسبورغ، في حين أن شهادة التأهل للأستاذية، التي اكتملت في عام 1889، تناولت مخطوطات التقويم القروسطي.
عمل ريجل منذ عام 1886 وعلى مدى السنوات العشر التالية كمدير قسم النسيج في المتحف النمساوي للفنون التطبيقية. وقد كان أول كتاب له باسم السجاد الشرقي العتيق عام 1891 نابع من هذه التجربة.
كان من أشهر مؤلفاته عام 1905 العبادة الحديثة للمعالم، حيث عبّر فيه عن الانبهار الشديد الحديث بالمعالم وخصائصه وأصله وحجر الزاوية في التعريف بالمفاهيم والقيم والمبادئ الخاصة بالحفظ الحديث. فقد أوضح ريجل كيف تتولّى قيم عدّة التأثير على كيفيّة إدراك الناس للمعالم وللنُصب وللأعمال الفنيّة القديمة. ورأى أنّ الفن يثير الاهتمام من وجهة النظر التاريخية فقط؛ وأنّ المعْلَم الفني هو معلم فني- تاريخي، وبالتالي فإن قيمته ليست قيمة فنيّة، بل هي بالأحرى قيمة
تاريخيّة. إلاّ أنّ إحدى القضايا الرئيسيّة التي برزت في تفكير ريجل كانت إرادة الفن (بالألمانية: Kunstwollen)، وتعني المدى الذي يستجيب المعلم فيه لمتطلبات القيَم الفنيّة المعاصرة.

## وصلات خارجية
- السيرة الذاتية لريجل في معجم تاريخ الفن (بالإنجليزية)